# Martha Kneale
Martha Kneale (née Hurst ; 14 août 1909 - 2 décembre 2001) est une philosophe britannique.

## Éducation et carrière
Martha Hurst est née à Skipton, dans le Yorkshire. Elle obtient son baccalauréat au Somerville College d'Oxford en 1933. Martha est tutrice et chercheuse en philosophie à Lady Margaret Hall, Oxford de 1936 à 1966.
Martha épouse William Kneale en 1938 ; ils ont deux enfants, George (né en 1942) et Jane Heal (née en 1946). Elle est l'une des premières femmes membre de l'Université d'Oxford à conserver son statut de membre après son mariage.
Kneale est surtout connue pour un livre de 1962 qu'elle a co-écrit avec son mari, William, The Development of Logic. Elle écrit les chapitres sur la logique grecque antique. Dans le monde universitaire, l'« Histoire » est communément appelée simplement « Kneale et Kneale ». C'est la seule histoire majeure de la logique disponible en anglais au milieu du XXe siècle, et la première histoire majeure de la logique en anglais depuis The Development of Symbolic Logic publié en 1906 par A.T. Shearman. Ce traité est depuis des décennies un ouvrage de référence dans l’histoire de la logique. Kneale publie cinq articles entre 1934 et 1950. Celui sur la nécessité métaphysique et logique, de 1938, considère la métaphysique du temps et propose une explication de « la nécessité du passé ».
Elle travaille également sur la philosophie moderne, en particulier sur Leibniz et Spinoza et les implications métaphysiques de leur pensée. Elle s'intéresse également à la parapsychologie et écrit un certain nombre d'articles sur ce sujet.
Elle est présidente de la Société aristotélicienne de 1971 à 1972.

## Publications
- Hurst, Martha (1934). Can the Law of Contradiction be Stated without Reference to Time? Journal of Philosophy 31(19): 518–525. DOI 10.2307/2016315. JSTOR:2016315.
- Hurst, Martha (1935). Implication in the Fourth Century B.C. Mind 44(176): 484–495. DOI 10.1093/mind/XLIV.176.484doi:10.1093/mind/XLIV.176.484. JSTOR:2249912.
- Kneale, Martha (1938). Logical and Metaphysical Necessity. Proceedings of the Aristotelian Society 38:253–268. JSTOR:4544309.
- Kneale, Martha (1950). What is the Mind-Body Problem? Proceedings of the Aristotelian Society 50:105–122. JSTOR:4544467.
- Kneale, Martha (1950). Is psychical research relevant to philosophy? Proceedings of the Aristotelian Society, suppl. vol 24:173–188.
- Kneale, Martha (1954). Review of Hayek, F. A. (1952) The Sensory Order (U of Chicago Press), in Philosophical Quarterly 4 (15):189.
- Kneale, William & Kneale, Martha (1962). The Development of Logic. Oxford: Clarendon Press.
- Kneale, Martha (1962). Review of De Rijk, L.M.(1962) Logica Modernorum Vol I (Assen, van Gorcum & Comp. N.V.), in Archiv für Geschichte der Philosophie 46: 125–27.
- Kneale, Martha (1966). Review of Bird, O. (1964) Syllogistic and its Extension (Prentice Hall), in Foundations of Language 2: 400–401.
- Kneale, Martha (1967). Review of Rescher, Nicholas (1967) The Philosophy of Leibniz (Prentice Hall), in Philosophical Quarterly 17 (69):359.
- Kneale, Martha (1968). Review of Sullivan, Mark W. (1967) Apuleian Logic (Amsterdam: Noord Hollandsche U. M.), in Philosophical Quarterly 18: 266–67.
- Kneale, Martha (1968). Eternity and Sempiternity. Proceedings of the Aristotelian Society 69, new series, 223–238. JSTOR:4544777.
- Kneale, Martha (1969). Dreaming: Martha Kneale. Royal Institute of Philosophy Supplement 3:236–248.
- Kneale, William & Kneale, Martha (1970. Propositions and Time. In Ambrose A. and Lazerowitz M. (eds.), G.E. Moore: Essays in Retrospect, Allen and Unwin.
- Kneale, Martha (1971). Review of Pike, N. (1970) God and Timelessness (Routledge and Kegan Paul), in Philosophy 46: 178–79.
- Kneale, Martha (1971). Our Knowledge of the Past and of the Future. Proceedings of the Aristotelian Society 72:1–12.
- Kneale, William & Kneale, Martha (1972). Prosleptic propositions and arguments. In Richard Walzer, S. M. Stern, Albert Habib Hourani & Vivian Brown (eds.), Islamic Philosophy and the Classical Tradition (Bruno Cassirer) 189–207.
- Kneale, Martha: 1972, 'Leibniz and Spinoza on Activity', in H.G. Frankfurt (ed.), Leibniz; A Collection of Critical Essays, (University of Notre Dame Press), 215–237.
- Kneale, Martha (1973). Review of Hintikka, Jaakko (1973) Time and Necessity: Studies in Aristotle's Theory of Modality (Oxford: Clarendon Press), in Philosophical Quarterly 24 (97):369.
- Kneale, Martha (1978). Review of McCrae, Robert (1976) Leibniz: Perception, Apperception and Thought (University of Toronto Press), in Mind 87: 133–35.
- Kneale, Martha (1979). Review of Repici, Luciana (1977) La Logica di Teofrasto (Bologna, Il Mulino), in The Classical Review New Series 19: 166–67.
- Kneale, Martha (1996). Introduction to H.H. Price (1996) Collected Works (Thoemmes Continuum).